# Piaggio
 Тази статия е за производителя на мототехника Piaggio & C.  За производителя на самолети вижте Piaggio Aero.  
Piaggio & C. SpA е италианска машиностроителна компания, производител на моторолери (скутери) и мотоциклети. Седалището на фирмата се намира в град Понтедера (провинция Пиза, Тоскана).

## История
Компанията Piaggio е основана от Риналдо Пиаджо през 1884 г. Първоначално се занимава с вътрешна украса на кораби и плавателни съдове. В началото на ХХ век разширява дейността си с производството на железопътни вагони. С откриването на нова фабрика през 1906 г. компанията започва да произвежда автомобили, товарни вагони и трамваи. По време на Първата световна война компанията се насочва към производството на военни кораби и самолети. През междувоенните години и Втората световна война основните продукти на компанията са военни самолети, както и парни локомотиви и вагони. До края на Втората световна война всички заводи на компанията са разрушени.
В следвоенните години Енрико Пиаджо, син на основателя на компанията, възстановява фабриката в Понтедера и решава да се съсредоточи върху производството на леки мотоциклети, необходими на бедната страна, която се възстановява от войната. Компанията придобива известност през 1946 г., когато започва да произвежда скутерите Vespa, проектирани от Корадино Д'Асканио. Скутерът става много популярен както в Италия, така и в други страни, като през първите 10 години са продадени над един милион Vespa, които се произвеждат по лиценз и в няколко европейски страни, а също в Бразилия и Индия.
След смъртта на Енрико Пиаджо през 1965 г. семейство Аниели, собственици на концерна FIAT, поемат контрола над компанията. През 1964 г. авиационното подразделение на компанията е отделено в самостоятелна компания – IAM Rinaldo Piaggio (понастоящем Piaggio Aero). През 1969 г. групата придобива известната компания за мотоциклети Gilera и моделната гама се разширява с 50-кубикови мотопеди.
През 1980 г. са продадени 937 000 автомобила, но през 1984 г. продажбите спадат до 553 000. Основната причина за спада в продажбите е навлизането на европейския пазар на японски производители (Kawasaki, Yamaha, Honda и Suzuki), чиито продукти са по-евтини, по-леки и с по-високо качество. В края на 80-те години на ХХ век Piaggio започва да разширява дейността си в областта на автомобилните части, велосипедите, лекотоварните автомобили и промишлените роботи.
През 2000 г. финансовото състояние на Piaggio става доста незавидно. През 1999 г. фондът Morgan Grenfell, базирано в Лондон подразделение на Deutsche Bank, поема контрола над компанията. През 2001 г. е закупен испанският производител на мотоциклети Derbi-Nacional Motor. През 2003 г. по-голямата част от Piaggio е продадена на установената в Милано инвестиционна компания IMMSI, собственост на известния италиански бизнесмен Роберто Коланино, който преди това е бил начело на Olivetti и Telecom Italia. Под ръководството на Коланино компанията излиза от кризата и започва да реализира печалба. През 2004 г. е създадено съвместно предприятие с китайската компания Zongshen за производство на скутери във фабрика във Фошан. През 2004 г. са придобити и италианските производители на мотоциклети Aprilia и Moto Guzzi. През юни 2006 г. на италианската фондова борса е извършено първично публично предлагане. През 2007 г. е открит заводът във Виетнам, в провинция Вин Фук. През 2012 г. е открит завод в град Барамати, Индия.
През април 2019 г. Piaggio Group открива петстотния си магазин за двуколесни превозни средства от своите марки.

## Собственици и ръководство
Контролният пакет акции (50,07%) се държи от семейния холдинг Colaninno IMMSI S.P.A. Този холдинг притежава и дял в корабостроителната компания Intermarine, голф игрища, търговски и жилищни имоти. От 2006 г. компанията се ръководи от Роберто Коланино (1946 – 2023 г.), а след неговата смърт управлението се поема от синовете му.
- Матео Коланино (Matteo Colaninno, род. 16 октомври 1970 г.) е председател на Съвета на директорите на Конгреса от септември 2023 г., член на Съвета от 2003 г. Член на Камарата на депутатите на Италия от 2008 до 2022 г. от Демократическата партия и Италия Вива.
- Микеле Коланинно (Michele Colaninno, род. 23 ноември 1976 г.) е генерален директор (CEO) от септември 2023 г., а също и президент на Ассоциацията на европейските производители на мотоциклети (ACEM, Association des Constructeurs Européens de Motorcycles).

## Дейност
Компанията произвежда мотоциклети (мотопеди, скутери) под марките Piaggio, Vespa, Gilera, Aprilia, Moto Guzzi, Derbi и Scarabeo. Компанията също така произвежда леки три- и четириколесни превозни средства под марките Ape, Porter и Quargo. Моделната гама включва автомобили с двигатели с работен обем от 50 до 1100 cm³.
Производствените мощности се състоят от 4 завода в Италия, по един в Индия, Виетнам и Индонезия и съвместно предприятие в Китай (Zongshen Piaggio Foshan Motorcycles).
През 2023 г. Piaggio продава 559,5 хил. превозни средства, от които 436,3 хил. двуколесни (393,0 хил. скутера и 43,2 хил. мотоциклета). На европейския пазар на мотоциклети и скутери компанията се нарежда на второ място с дял от 12,3%.
Приходите на компанията за 2023 г. възлизат на 1,99 млрд. евро, като 77% от тях са от двуколесни превозни средства. Приходите от продажби в Италия възлизат на 16 %, в останалата част на Европа, Близкия изток и Африка – на 39 %, в Индия – на 19 %, в останалата част на Азия – на 19 %, а в Северна и Южна Америка – на 7 %.